# История почты и почтовых марок Федеративных Штатов Микронезии
История почты и почтовых марок Федеративных Штатов Микронезии описывает развитие почтовой связи в Федеративных Штатах Микронезии, островном государстве, находящемся на Каролинских островах в западной части Тихого океана и состоящем из более чем 600 островов.

## Развитие почты
Почтовая служба Федеративных Штатов Микронезии доставляет и забирает почтовые отправления у розничных клиентов. В рамках особых отношений с США перевозку почтовых отправлений между субъектами Федеративных Штатов Микронезии и между США и Федеративными Штатами Микронезии осуществляет почтовая служба США. Федеративные Штаты Микронезии также входят в систему почтовых индексов США со взиманием таких же почтовых тарифов.

## Выпуски почтовых марок

### До провозглашения независимости
Вначале на островах в обращении были почтовые марки Германии, выпущенные для Каролинских островов, а затем с 1914 года до 1946 года — почтовые марки Японии. Острова затем вошли в состав управляемой США подопечной территории Тихоокеанских островов ООН и на них с 1946 года использовались почтовые марки США.

### Независимость
Первые марки независимой Микронезии были выпущены в 1984 году, изображали четыре федеративных штата, входящих в состав страны: Яп, Чуук, Понпеи и Косраэ, и представляли собой сцепку.